# غاري فوكس (سياسي)
غاري فوكس هو فلاح وسياسي كندي، ولد في 23 ديسمبر 1943 في بيكتون ‏ في كندا. نشط حزبياً في حزب أونتاريو المحافظ التقدمي. وقد انتخب عضو برلمان مقاطعة أونتاريو.